# Anabolia apora
Anabolia apora là một loài Trichoptera trong họ Limnephilidae. Chúng phân bố ở miền Tân bắc.